# Vasaborgen, Lidingö

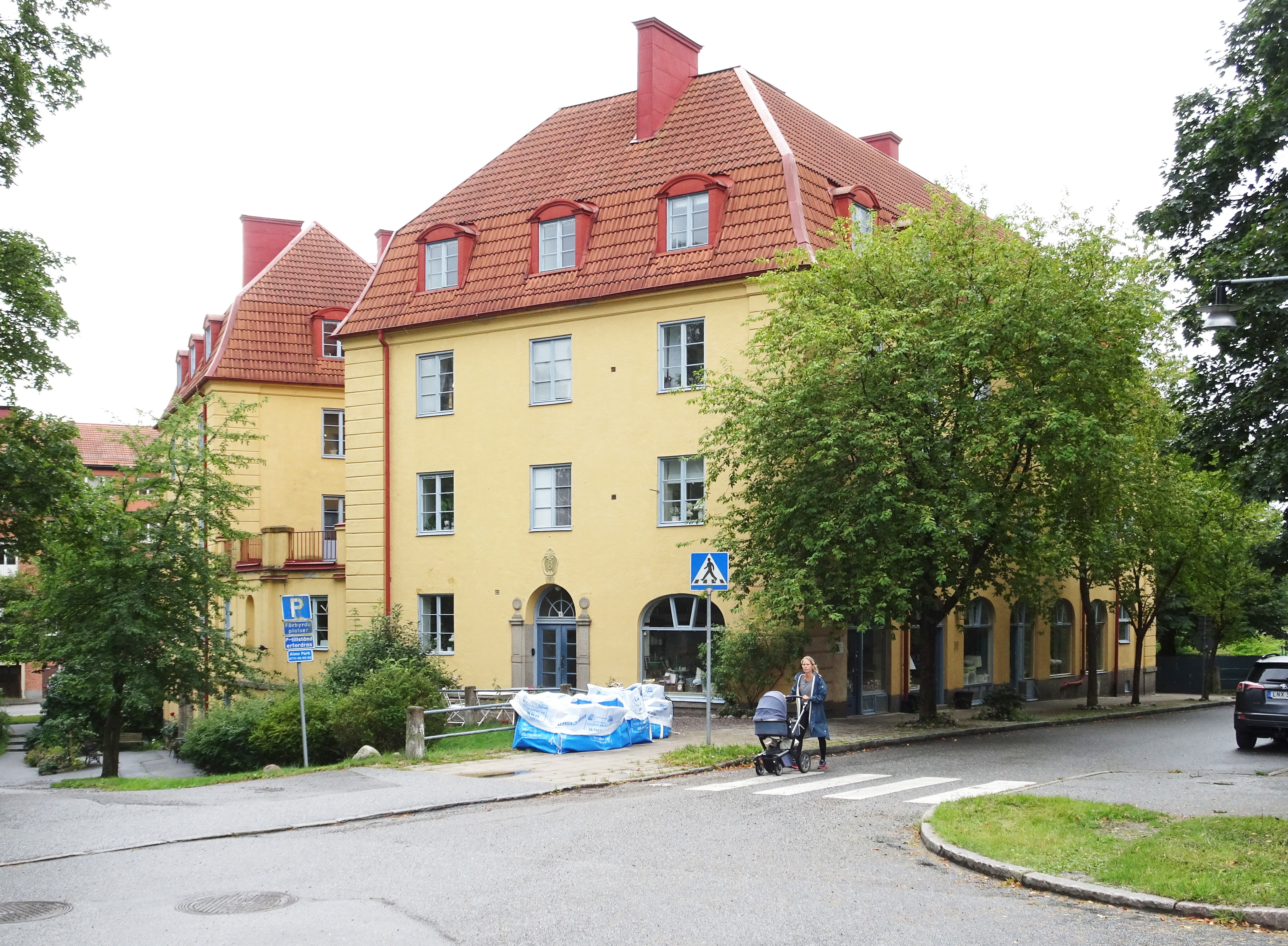
Vasaborgen sedd från Stockholmsvägen, augusti 2021.

Vasaborgen kallas en kulturhistoriskt värdefull byggnad mellan Kyrkvägen och Stockholmsvägen i kommundelen Hersby i Lidingö kommun. Huset med centralt läge i den 1906 bildade Lidingö villastad planerades redan 1913, men byggdes inte förrän 1923 efter ritningar av arkitekt Anton Wallby.

## Historik

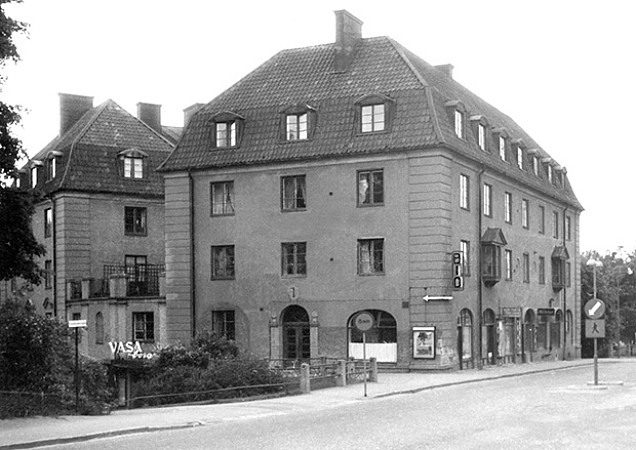
Vy från Stockholmsvägen, 1930-tal.

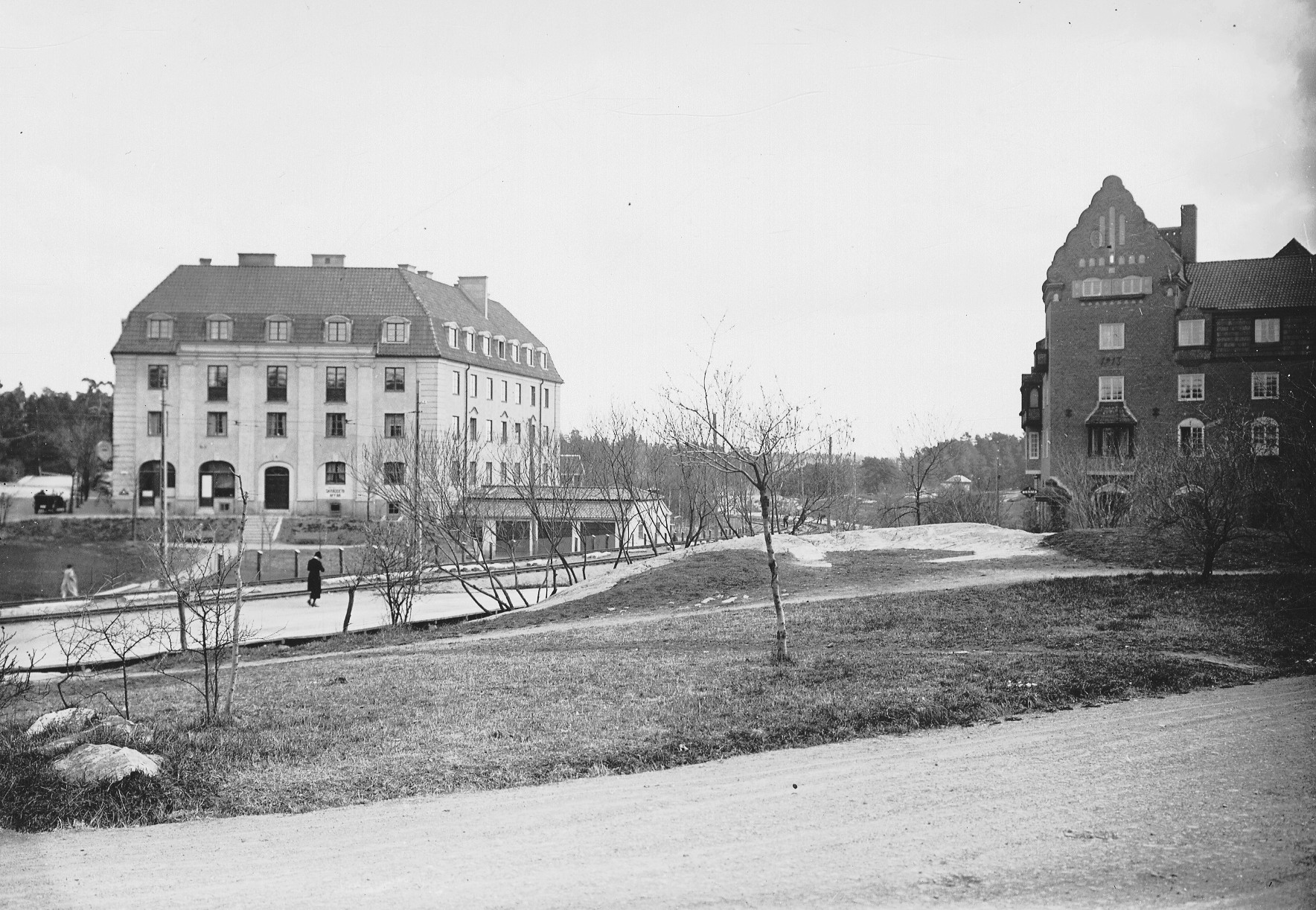
Vasaborgen och Centralpalatset, 1926.

Lidingö villastad gav inte bara plats åt villor på stora tomter utan man planerade också för en mera stadsmässigt bebyggelse med flerbostadshus och affärslokaler i anslutning till Norra Lidingöbanans dåvarande hållplats "Vasavägen" som var tänkt som centrum för villastaden. Efter Vasavägen fick huset även sitt smeknamn Vasaborgen. 
Byggnaden i kvarteret Köpmannen planerades redan 1913 och framgår av Per Olof Hallmans stadsplan för Lidingö villa stad från samma år. De ursprungliga ritningarna utfördes av arkitekt Jacob J:son Gate men första världskriget satte stopp alla vidare nybyggnadsplaner. Det skulle dröja till 1923 innan bygget realiserades, nu med fastighetsaktiebolaget Vasaborgen som byggherre och arkitekt Anton Wallby vilken ändrade Gates ritningar. Detta gjorde att huset uppvisar både nationalromantiska som 1920-tals klassicistiska drag. 
De nationalromantiska formerna består främst av mansardtaket med sina grunda takkupor i det nedre takfallet, burspråken på norra fasaden samt sockeln av huggen granit. Fasadbehandlingen och fönstren med sin spröjsning samt fyra pilaster med joniska kapitäl är däremot typiskt klassicistiska. Trappuppgångarna är välbevarade med många originaldetaljer såsom takmålningar och kryssvalv. För övrigt märks blåmålade två- och treluftsfönster i original med typiskt klassicistisk spröjsning från 1920-talet samt stora bågformade butiksfönster med spröjs i den övre delen samt rektangulära rutor i underkant till källarutrymmen.
Byggnadens planform liknar ett ”V” och anpassades till den triangulära tomten med kortsidan åt sydväst och långsidorna mot Kyrkvägen respektive Stockholmsvägen. Östra fasaden har en lägre del med terrass som öppnar upp mot innergården. Parken framför Vasaborgen anlades samtidigt med byggnaden. Den upprustades 2009 och kallas sedan dess Hästskojarparken, efter skulpturen ”Hästskojaren” som skapades av lidingökonstnären Sven Lundqvist.
Utöver ett stort antal lägenheter inhyste byggnaden även olika serviceverksamheter för villastadens invånare. Under olika perioder fanns här bland annat postkontor, tvätt- och strykinrättning, polisens lokaler med arrest och ett pepparkaksbageri. Mycket uppskattad var biograf Vasaborgen som mellan 1923 och 1962 låg i källarvåningen och var en av Lidingös fyra biografer. 1993 ombyggdes biografsalongen till butik och lager, samma år tillkom terrass med uteservering utefter västra fasaden. År 2021 fanns bland annat en inredningsbutik och en frisersalong i huset. Fastigheten Köpmannen 1 ägs av bostadsrättsföreningen Vasaborgen 1 som bildades 2001.

### Kulturhistorisk klassificering
I gällande detaljplanen från 1991 är fastigheten q-märkt vilket innebär att byggnadens yttre ej får förvanskas. Byggnaden har enligt kommunen ett högt kulturhistoriskt värde. Den kulturhistoriska klassificering är blå som är den högsta.

## Nutida bilder

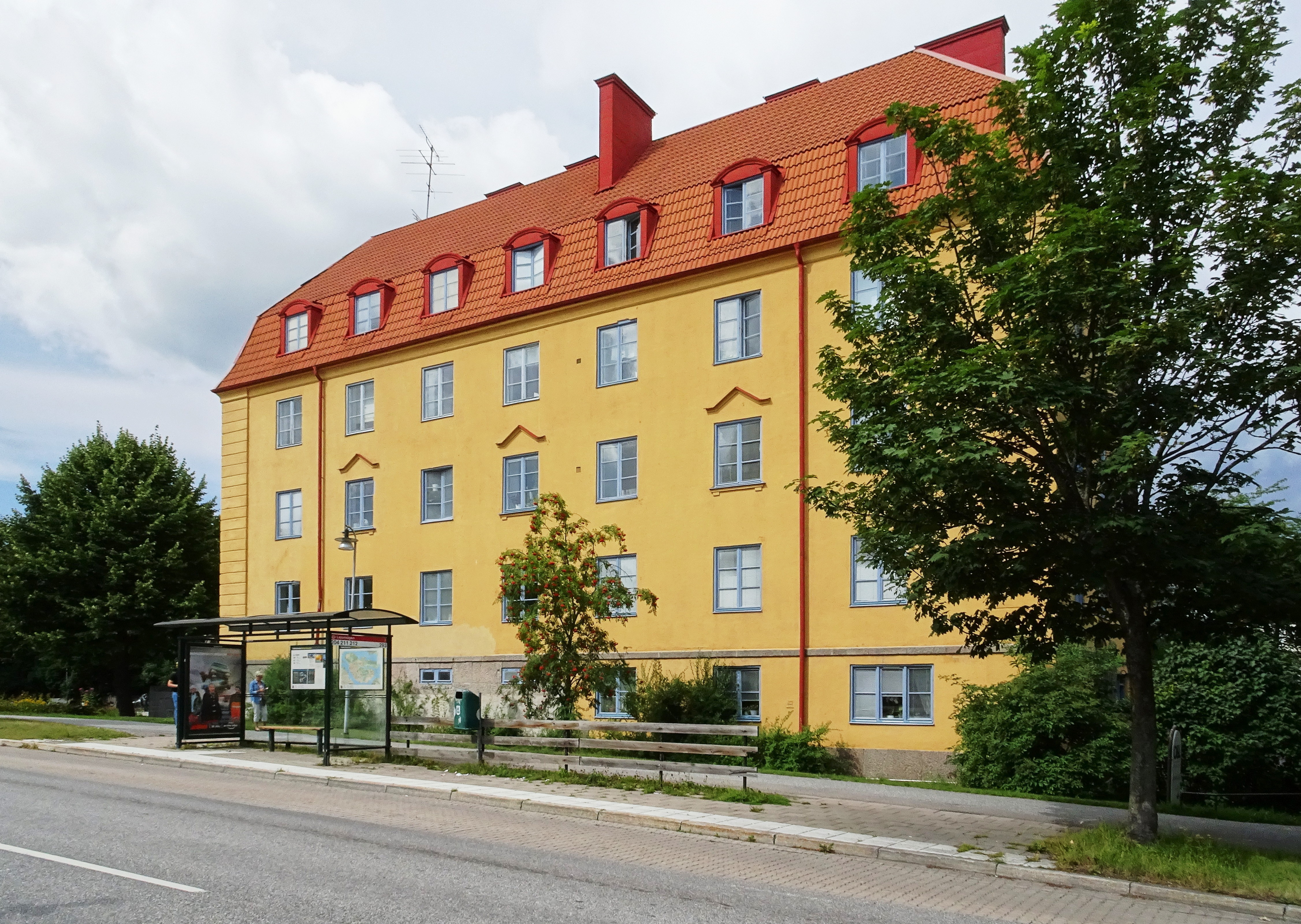
Vy från Kyrkvägen.
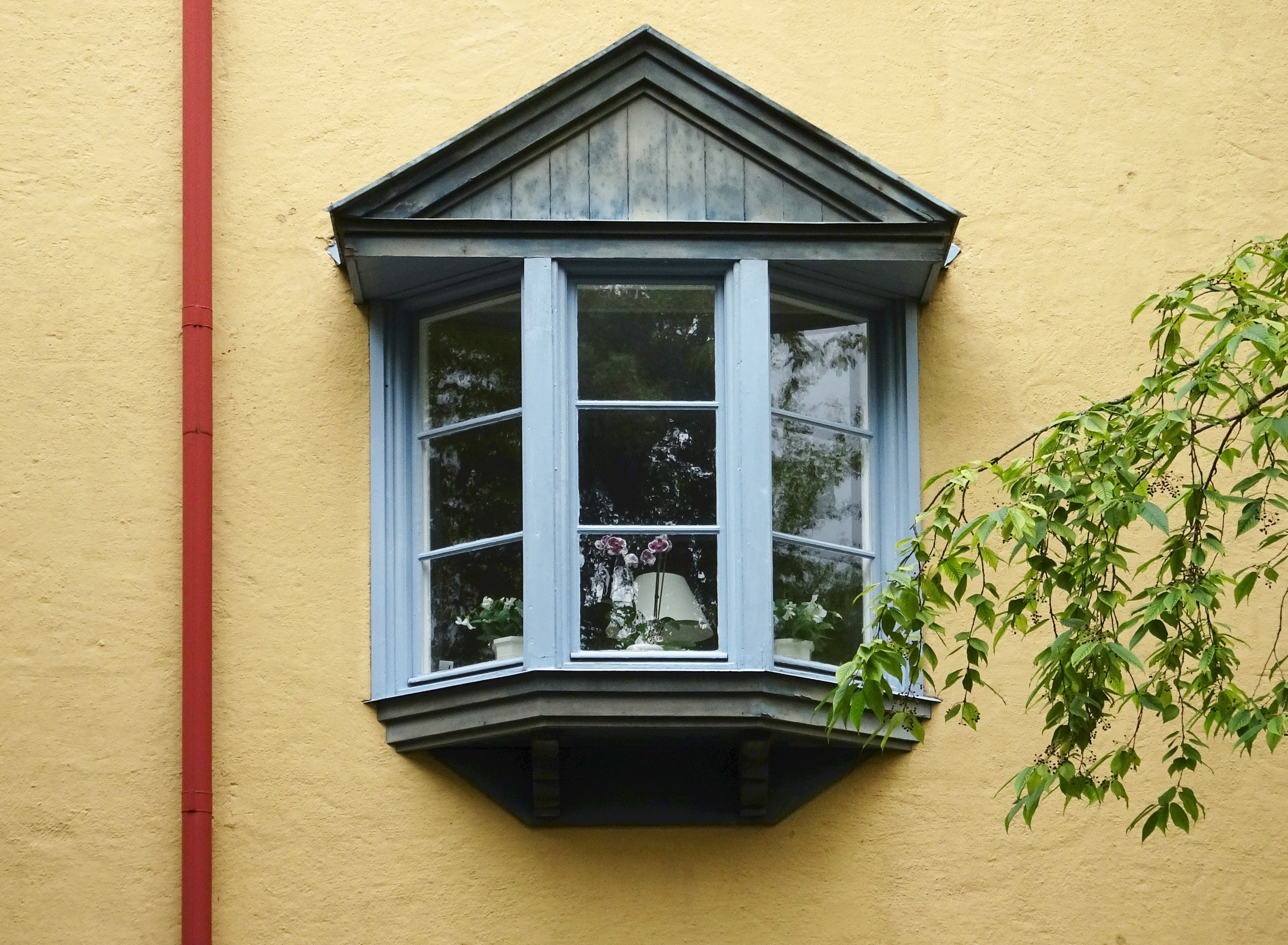
Burspråk mot Stockholmsvägen.
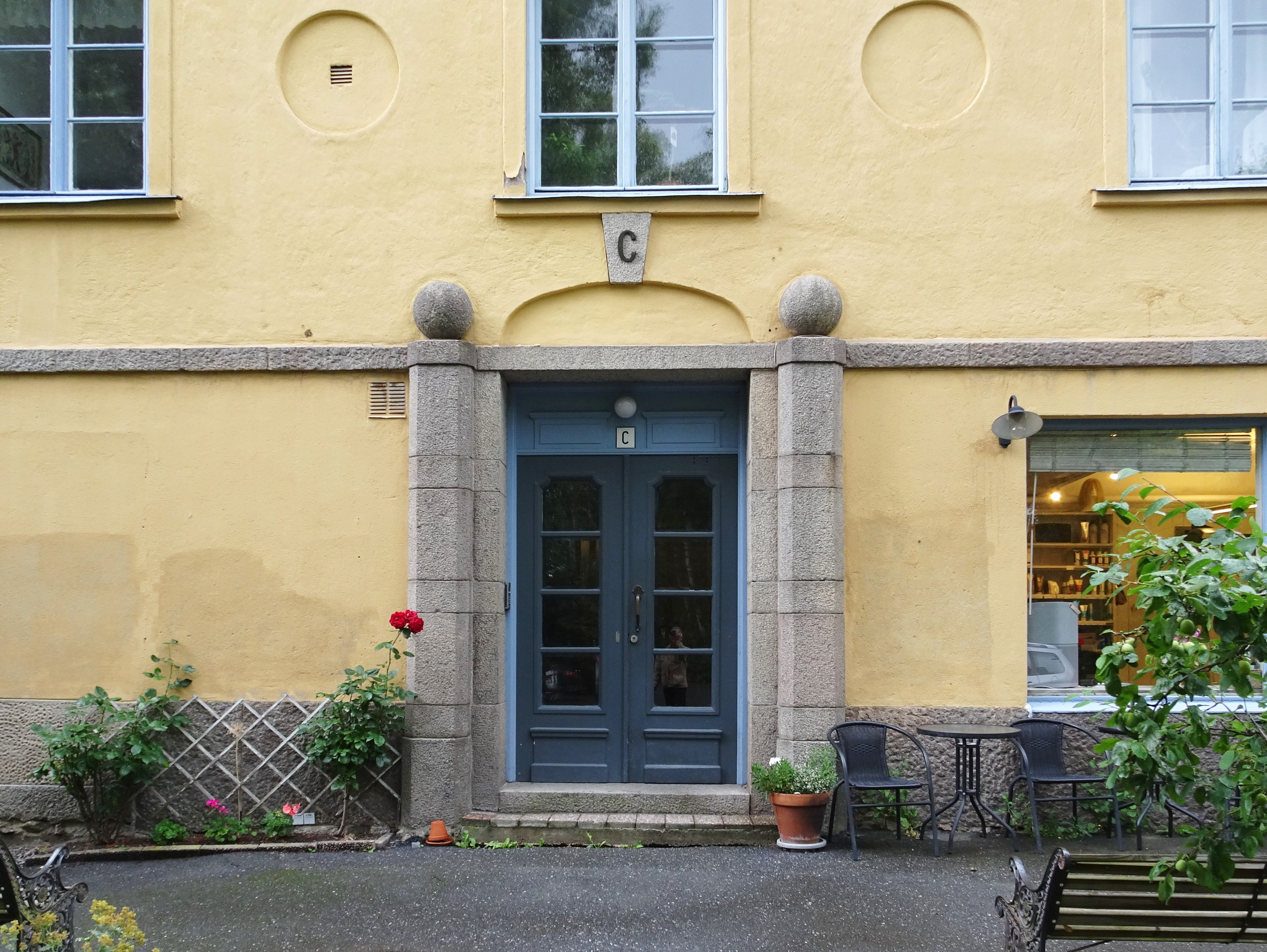
Entré Stockholmsvägen 60C.
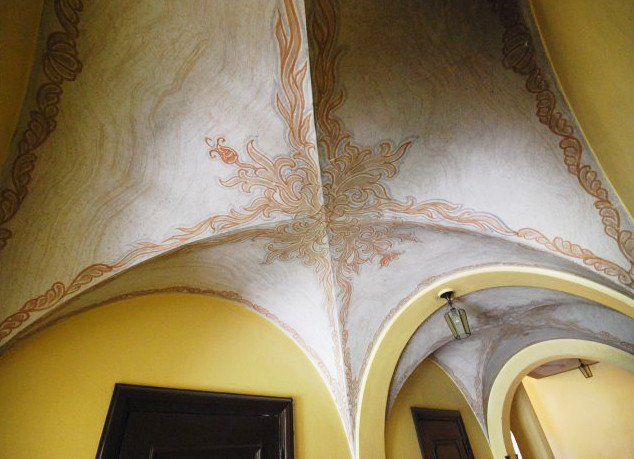
Trapphus med kryssvalv och takmålning.
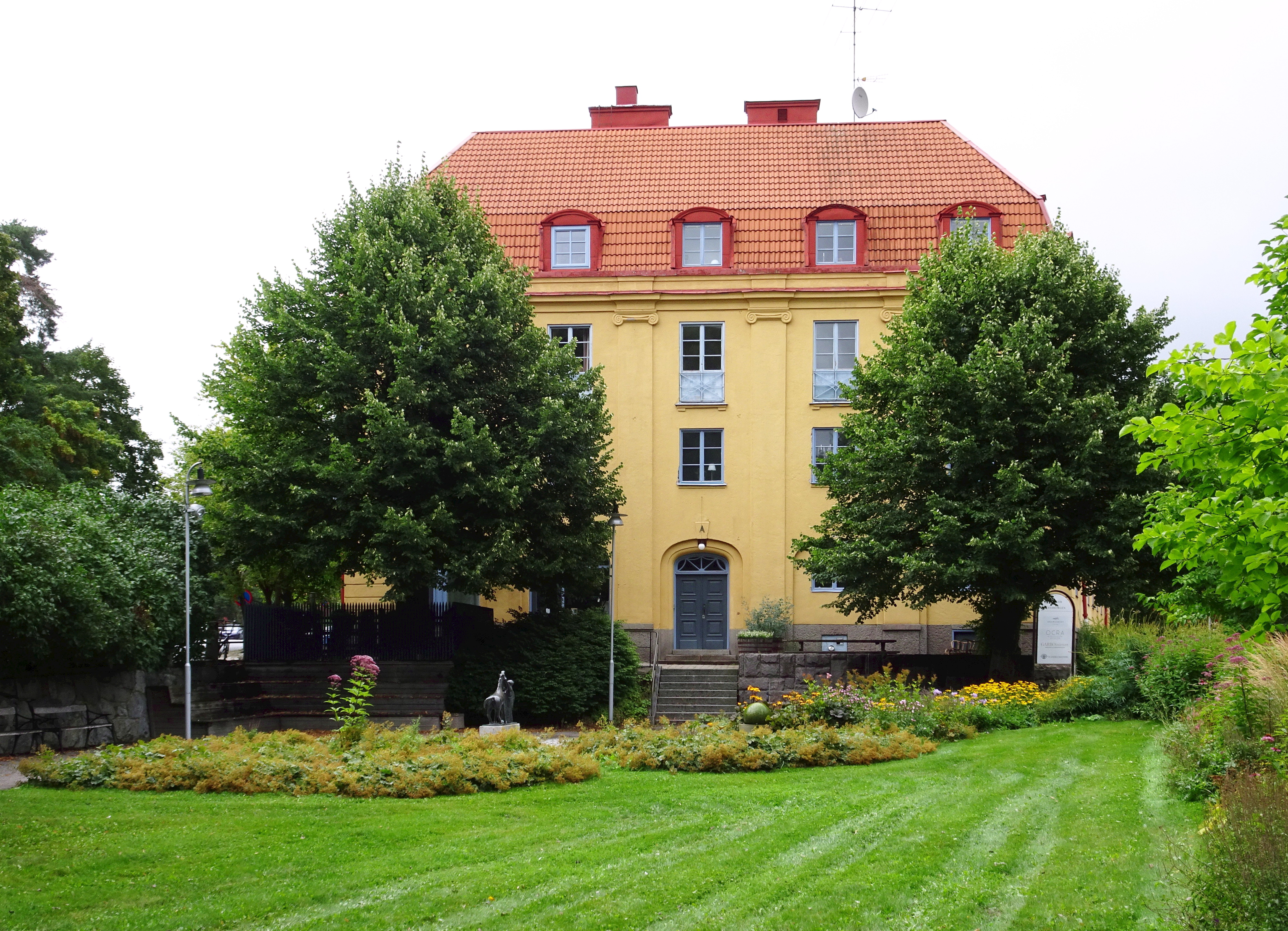
Vy från Hästskojarparken.